# Потупа, Александр Сергеевич
Александр Сергеевич Потупа (21 марта 1945, Севастополь — 1 июня 2009) — физик, философ, писатель, популяризатор науки.

## Биография
Окончил кафедру квантовой теории физического факультета МГУ им. М. В. Ломоносова (1967). Кандидат физико-математических наук (теоретическая физика, 1970). Автор около 50 публикаций и 30 выступлений на конференциях в области квантовой теории, физики высоких энергий, космологии, электродинамики. Занимался научной работой в Институте физики АН БССР и Белорусском государственном университете.
С 1992 года директор Центра исследований будущего (прогностические и социологические исследования). Автор более 100 публикаций в сборниках и периодике и 60 выступлений на международных и республиканских конференциях по проблемам прогнозирования, социологии, политологии, экономики, права.
Доктор философии (стратегическое прогнозирование и информационные технологии, 1995), профессор, действительный член Международной академии информационных процессов и технологий (IAIPT), Международной академии лидеров бизнеса и администрации (IALBA), Нью-Йоркской академии наук (NYAS), Международного института социологии), WFS (Международного общества «Мир будущего»), AAAS (Американской ассоциации содействия развитию науки), NGS (Национального географического общества США (IIS), член Совета ВАТТ (Белорусской ассоциации Фабрик Мысли).
Издательская деятельность (1989—1996): организатор и генеральный директор издательско-полиграфической компании «Эридан», старейшего частного издательства Беларуси, выпускающего книги, газеты, журналы.
Публицистическая деятельность: более 300 статей в газетах и журналах; член Белорусской ассоциации журналистов.

## Преподавание
Читал курсы статистической физики, физики высоких энергий, физики атомного ядра, квантовой химии и химической кинетики, высшей математики, истории предпринимательства, проводил специальные лекции на международных школах молодых ученых.

## Общественная деятельность
Был Председателем Наблюдательного комитета Белорусской Правозащитной Конвенции и Наблюдательного Сойма «Хельсинки-CCI», президентом Белорусского Союза предпринимателей (2001—2007), Почетный Председатель БСП (2008), вице-председатель Белорусской Конфедерации промышленников и предпринимателей, (2001—2007) член Совета Белорусской Евро-Атлантической Ассоциации; работа по формированию политико-правового пространства рыночных реформ, стратегии глобальной и европейской интеграции, эволюции 3-го сектора, правозащитная деятельность. В партиях никогда не состоял.

## Семья
Жена — Потупа Любовь Ниловна (род. 1955), менеджер. Дочь — Елена (род. 1975), юрист, МВА. Сын — Андрей.

## Награды
Медали: International Man of the Year (1997—1998, Cambridge), Outstanding People of the 20th Century (1999, Cambridge), За высокие достижения в науке (2004, IAIT, Минск), За высокие достижения в науке (золотая, 2005, IAIT, Минск).

## Книги
Научно-популярные книги, посвященные вопросам физики элементарных частиц, космологии, истории науки, прогностики:
- Потупа А. С. Бег за бесконечностью. — М.: «Молодая гвардия», 1977. — 224 с. — 100 000 экз.
- Потупа А. С. Открытие Вселенной — прошлое, настоящее, будущее. — Минск: «Юнацтва», 1991. — 558 с. — 70 000 экз. — ISBN 5-7880-0325-3. Архивировано 13 июля 2012 года.
- Потупа А. С. «Контакт, или Несколько мыслей и диалогов, подслушанных долгим зимним вечером XXI века» (1990).

Художественные книги:
- Потупа А. С. «Фантакрим-CCI» (1989).
- Потупа А. С. «Ловушка в цейтноте» (1990).
- Потупа А. С. Нечто невообразимое. Фантастические повести и рассказы. — Минск: Эридан, 1992. — ISBN 5-85872-115-X. Архивировано 3 декабря 2012 года.